# Iske
Iske (más néven Iskefalva, szlovákul: Ižkovce) község Szlovákiában, a Kassai kerület Nagymihályi járásában.

## Fekvése
Nagykapostól 9 km-re nyugatra, a Laborc bal partján fekszik, az 552-es úttól délre. Tőle 2 km-re keletre található a Vajáni hőerőmű.

## Története
Neve 1297-ből „Iske” alakban ismert először. 1427-ben „Izke” néven említi oklevél. A 16. század közepén lakói reformátusok lettek. Református egyházát 1619-ben említik először. Előbb Bés leányegyháza volt, majd anyaegyház lett.
A 18. század végén, 1799-ben Vályi András így ír róla: „ISKE. Elegyes magyar falu Ungvár Várm. földes ura Bánóczi Uraság, lakosai katolikusok, és reformátusok, fekszik Ung vize mellett, Pálótzhoz 1 mértföldnyire, Csicserhez sem meszsze, határja jó, vagyonnyai külömbfélék.”
Fényes Elek 1851-ben kiadott geográfiai szótárában így ír a faluról: „Iske, magyar falu, Ungh vármegyében, a Laborcza mellett, N. Kaposhoz nyugotra 1 1/2 mfdnyire: 24 r., 47 g. kath., 424 ref., 8 zsidó lak. Ref. anyaszentegyház; jó rét és föld; tava, s erdeje is van. Birják Horváth és Bánóczy örökösök. Ut. p. Ungvár.”
1920-ig Ung vármegye Nagykaposi járásához tartozott. A csehszlovák államfordulat után szlovák neve 1920-ban Ižka, majd 1927-ben Ižkovce lett. 1938-1945 között ismét Magyarország része.

## Népessége
| Év:            | 1994. | 2004.   | 2014.   | 2024.   |
| -------------- | ----- | ------- | ------- | ------- |
| Emberek száma: | 107   | 113     | 102     | 92      |
| Eltérés:       |       | +5,60 % | -9,73 % | -9,80 % |

| Év:            | 2023. | 2024. |
| -------------- | ----- | ----- |
| Emberek száma: | 92    | 92    |
| Eltérés:       |       | +0 %  |

1880-ban 312 lakosából 284 magyar és 17 szlovák anyanyelvű volt.
1890-ben 330 lakosából 269 magyar és 26 szlovák anyanyelvű volt. Ebből 195 református, 46 görög katolikus, 51 római katolikus, 35 izraelita és 3 evangélikus vallású volt.
1900-ban 295 lakosából 293 magyar és 1 szlovák anyanyelvű volt.
1910-ben 278 lakosa mind magyar anyanyelvű volt. Ebből 214 református, 31 görög katolikus, 27 római katolikus és 6 izraelita vallású volt.
1921-ben 275 lakosából 250 magyar és 12 csehszlovák volt.
1930-ban 248 lakosából 232 magyar és 9 csehszlovák volt.
1941-ben 235 lakosa mind magyar volt.
1970-ben 222 lakosa mind magyar volt.
1980-ban 202 lakosából 199 magyar és 2 szlovák volt.
1991-ben 128 lakosából 123 magyar és 4 szlovák volt.
2001-ben 120 lakosából 111 magyar és 9 szlovák volt.
2011-ben 105 lakosából 88 magyar és 10 szlovák volt.
2021-ben 91 lakosából 65 (+5) magyar, 21 (+1) szlovák és 5 ismeretlen nemzetiségű volt.

## Neves személyek
- Itt született 1883. február 11-én Magda Sándor református püspök, teológus, egyházi író, 1934 és 1939 között a szlovákiai Tiszáninneni református egyházkerület püspöke.
- Itt született 1905. március 8-án Nyitrai Dezső református lelkész, etnográfus, publicista.
- Itt született 1935. május 14-én Révész Bertalan irodalomtörténész, egyetemi tanár, a tudományok kandidátusa, az MTA tagja.
- Itt született 1936. március 9-én Sipos Béla tanár.

## Testvértelepülések
- Beregsurány (Magyarország)[5]